# Tegelen

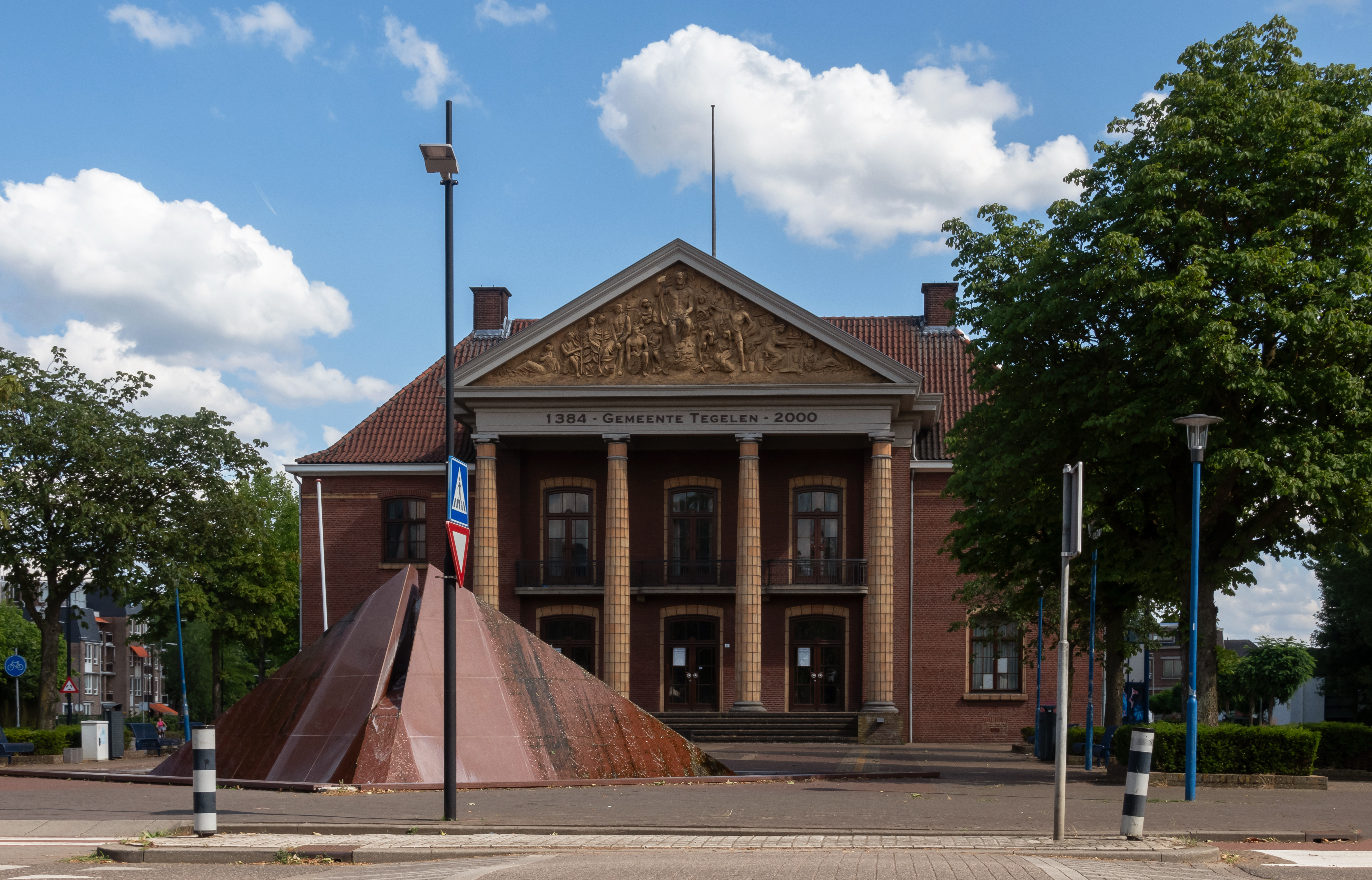
Tegelen, Rathaus

Tegelen (limburgisch Tegele; ausgesprochen: „Teechele(n)“ mit weichem „ch“ an der Grenze zum „j“) ist ein Stadtbezirk der niederländischen Stadt Venlo mit 15.195 Einwohnern (Stand: 1. Januar 2024). Zum Stadtbezirk Tegelen gehört das bekannte Klosterdorf Steyl. Bis 2001 war Tegelen eine Stadt und selbstständige Gemeinde in der Provinz Limburg.

## Name
Der Name Tegelen ist vom lateinischen Wort tegula abgeleitet, das „Ziegel“ bzw. „Dachziegel/Dachpfanne“ bedeutet. Der Name wurde geprägt aufgrund der umfangreichen Tonvorkommen in der Gegend, die zu Ziegelbrennerei und Töpferei genutzt wurden.
Nach Tegelen wurde in der niederländischen Sprache eine erdgeschichtliche Epoche benannt, das Tiglien, vor 2,4 bis 1,8 Millionen Jahren (die deutsche Einteilung benutzt offenbar andere Begriffe, die Periode entspricht in etwa dem Gelasium). Die Benennung geht auf umfangreiche paläontologische Funde von Fossilien dieser Periode in den Tegeler Tongruben zurück.

## Geschichte
Tegelen war bereits zur Römerzeit besiedelt. Bei Ausgrabungen sind mehrere römische Töpferei- und Ziegelei-Öfen gefunden worden.
Die Tegelener Sankt-Martin-Kirche wurde um das Jahr 800 in Kirchen- und Klosterarchiven verzeichnet. Aufgrund der strategischen Lage an der Maas sind bereits frühzeitig befestigte Bauernhöfe und Burgen errichtet worden. Die wichtigsten sind die Burg alte Munt (niederländisch: Oude Munt) und die Burg Holtmühle (Kasteel Holtmühle), beide aus dem 17. Jahrhundert.
In dem Landstrich gab es im Mittelalter und in der frühen Neuzeit viele militärische Auseinandersetzungen, vor allem wegen der Nähe der bedeutenden Festungsstadt Venlo (→ Fort St. Michael). Im Laufe der Zeit wurde in Venlo eine Kaserne eingerichtet, im nahen Blerick (heute ebenfalls Stadtteil von Venlo) ein Fort. Aus diesen Befestigungen zogen vor allem im 16. und 18. Jahrhundert häufig plündernde Truppen durch Tegelen. Tegelen gehörte lange Zeit zum Herzogtum Jülich, während sowohl das nördlich angrenzende Venlo als auch das südlich angrenzende Belfeld zum Herzogtum Geldern bzw. ab 1713 zur niederländischen Republik gehörten. Durch den Hafen bei Steyl bildete Tegelen gegenüber der niederländischen Republik den nördlichsten Vorposten des Heiligen Römischen Reichs am rechten Maasufer, der allerdings politisch-strategisch nie von Belang war. 
Auf dem Wiener Kongress wurde am 31. Mai 1815 vereinbart, dass Tegelen Teil des Vereinigten Königreichs der Niederlande werden sollte. 
Als Kompensation für Gebiete des Großherzogtums Luxemburg wurde die neugegründete niederländische Provinz Limburg (ohne die Städte Maastricht und Venlo) als Herzogtum 1839 dem Deutschen Bund zugesprochen und führte gemeinsam mit Luxemburg im Plenum eine Stimme. Mit der Auflösung des Deutschen Bundes 1866 schied das Herzogtum Limburg aus dem deutschen Staatenbund aus und war fortan ausschließlich niederländische Provinz. 
Auch wenn man das engere Maastal als durchgehend niederländisch geprägt betrachten kann, war Venlo wegen der unterschiedlichen territorialen Bezüge für die Tegelener während langer Phasen Ausland. Bis heute ist der Dialekt in Tegelen deutlich verschieden von dem in Venlo; das Tegels wird von der Sprachwissenschaft zu den limburgischen Dialekten gezählt, das Venloos zu den kleverländischen. 1997 hat die niederländische Politik zur Minderung lokaler Rivalitäten alle in der Provinz Limburg gesprochenen Dialekte zu Limburgs erklärt. Bis heute existieren rivalisierende Gefühle zwischen einem Teil der Venloer und Tegeler, so dass die Eingemeindung 2001 in Tegelen wenig populär war.
Nach 1815 entwickelte sich Tegelen zu einem regionalen Industriezentrum. Vor allem Töpfereien und Ziegeleien wurden in industriellem Maßstab aufgezogen. Später im 19. Jahrhundert kamen Stahl- und Tabakfabriken hinzu, nach 1900 der Gartenbau. Das wirtschaftliche und soziale Leben dieser Periode wurde von maßgeblich von einer kleinen Gruppe von Industriellenfamilien beherrscht. Während der deutschen Wirtschaftsblockade im Ersten Weltkrieg gaben die Industriellen vor, kurz vor dem Ruin zu stehen, und setzten so drastische Lohnsenkungen gegen die Arbeiter bis unter das Existenzminimum durch. Nach dem Krieg stellte sich heraus, dass die Unternehmensinhaber durch die erzwungenen Lohnsenkungen in diesen Jahren exorbitante Gewinne gemacht hatten. Die recht prunkvollen Fabrikantenvillen aus dieser Zeit sind noch heute in Tegelen zu besichtigen. Über die sozialen Grenzen hinweg verband die Bevölkerung jedoch auch zu dieser Zeit das gemeinsame Bekenntnis zum katholischen Glauben. 
Nach dem Zweiten Weltkrieg nahm die Zahl der Fabriken deutlich ab. Die Eisengießereien und Backsteinfabriken sind vollständig verschwunden, in der Tonindustrie existieren noch drei Unternehmen. In der Region gibt es heute vor allem Gartenbau und Logistikunternehmen. Der 2012 fertiggestellte Anschluss an die A 61 / A 74 hat die Anbindung Tegelens an das deutsche und das niederländische Autobahnnetz verbessert.

## Kultur
Seit 1931 werden in Tegelen alle fünf Jahre die Passionsspiele im überdachten Freilufttheater „De Doolhof“ aufgeführt. Es ist das bedeutendste Kulturereignis der Gemeinde. Im Jahr 2010 fanden die Passionsspiele zum 19. Mal statt. Die Darsteller stammen überwiegend aus Tegelen. Sie stellen die Leidensgeschichte Christi dar: den Einzug nach Jerusalem, das letzte Abendmahl, seine Verurteilung, seinen Kreuzweg und seinen Tod am Kreuz auf dem Kalvarienberg.
Zum lokalen Brauchtum gehören auch ein Palmsonntagsumzug sowie die Feiern zu St. Martin und Karneval.
In Tegelen befindet sich der 1939 eröffnete Spielpark Klein Zwitserland.

## Politik

### Sitzverteilung im Gemeinderat
Bis zur Auflösung der Gemeinde ergab sich seit 1982 folgende Sitzverteilung:
| Partei                    | Sitze | Sitze | Sitze | Sitze | Sitze |
| Partei                    | 1982  | 1986  | 1990  | 1994  | 1998  |
| ------------------------- | ----- | ----- | ----- | ----- | ----- |
| CDA                       | 6     | 5     | 7     | 6     | 4     |
| Tegelse Democraten        | —     | —     | —     | —     | 4     |
| Realisten ’82 a           | 1     | 2     | 4     | 5     | 3     |
| VVD                       | 2     | 2     | 2     | 2     | 3     |
| PvdA                      | 3     | 5     | 4     | 3     | 2     |
| Links Alternatief Tegelen | —     | —     | —     | —     | 1     |
| D66                       | —     | —     | —     | 1     | 0     |
| Werknemers-Tuinders b     | 4     | 3     | —     | —     | —     |
| Lijst Coopmans b          | 1     | 0     | —     | —     | —     |
| PSP                       | 0     | —     | —     | —     | —     |
| Gesamt                    | 17    | 17    | 17    | 17    | 17    |

Anmerkungen

## Persönlichkeiten
- Frans Simons (1908–2002), römisch-katholischer Bischof
- André van den Heuvel (1927–2016), Schauspieler, Regisseur, Sänger und Bildhauer
- Mathieu Sprengers (1938–2008), Fußballfunktionär
- Ton Huijbers (* 1949), Fotograf
- Ben Verbong (* 1949), Regisseur
- Carla Beurskens (* 1952), Langstreckenläuferin
- Huub Stapel (* 1954), Schauspieler
- Chantal Janzen (* 1979), Schauspielerin und Fernsehmoderatorin
- Mike Roelofs (* 1980), Jazzmusiker
- Souhail Belkassem (* 1996), marokkanisch-niederländischer Fußballspieler
- Max Warmerdam (* 2000), Schachspieler